# Siège de Jhansi
 (septembre 2013).
Si vous disposez d'ouvrages ou d'articles de référence ou si vous connaissez des sites web de qualité traitant du thème abordé ici, merci de compléter l'article en donnant les références utiles à sa vérifiabilité et en les liant à la section « Notes et références ».
Révolte des cipayes
Le siège de Jhansi est livré entre le 23 mars et le 2 avril 1858 pendant la révolte des cipayes. Il oppose les forces britanniques de la Compagnie anglaise des Indes orientales aux forces coalisées de la principauté de Jhansi et de l'Empire marathe, et se solde par la victoire de la Compagnie anglaise des Indes orientales et la prise de la ville de Jhansi.

## Causes de la guerre
À la mort du Raja Gangadhar Rao (en), son épouse la reine Lakshmî Bâî assure la régence au nom de leur fils adoptif Damodar Rao, mais en suivant la doctrine de préemption.
Le gouverneur-général Lord Dalhousie décide alors que puisque Gangâdhar Râo n'a laissé aucun héritier, l'État de Jhansi (en) est annexé par la Compagnie anglaise des Indes orientales, rejetant les prétentions de Damodar Râo comme héritier de droit. La rânî envoie une pétition à Dalhousie, puis en appelle à Londres, mais sans succès.
Refusant de renoncer à son royaume, Lakshmî Bâî rassemble en pleine révolte des cipayes une armée de volontaires forte de 14 000 hommes et fait améliorer les défenses de la ville qui est attaquée par les Britanniques le 25 mars 1858 sous le commandement d'Hugh Rose. La bataille de Jhânsi est féroce, hommes et femmes participent à repousser les assiégeants et la rânî elle-même mène ses troupes pour la défense de la ville qui finit tout de même par tomber, après deux semaines de siège.

## Notes et références

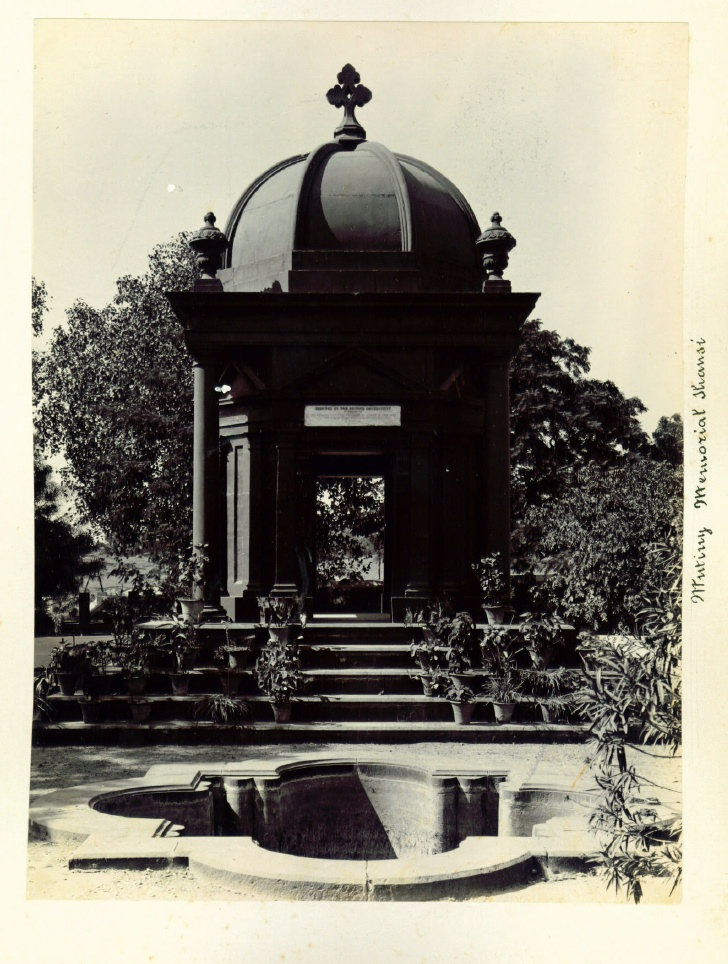
Monument de la révolte, Jhansi.